# Православна охридска архиепископия
 Тази статия е за съвременната автономна църква.  За историческата българска църква вижте Охридска патриаршия.  
Православната охридска архиепископия (на македонска литературна норма: Православна Охридска Архиепископија) е автономна православна църква в Северна Македония, под юрисдикцията на Сръбската православна църква, съществувала от 2002 до 2023 година. На 23 юни 2023 година структурите ѝ са интегрирани в Македонската православна църква – Охридска архиепископия.

## История
След Балканската и Междусъюзническата война диоцезите на Българската екзархия във Вардарска Македония попадат в границите на Кралство Сърбия и са подчинени на Сръбската църква, която след края на Първата световна война е реорганизирана като Обединена православна църква на сърби, хървати и словенци.
По времето на Втората световна война и особено след навлизането на югославски партизани на територията на Вардарска Македония започва налагането на македонизма, който предвижда създаването на отделни македонски национални институции. Така през 1944 година в село Врановци, Гостиварско е свикан Инициативен комитет за организиране на Македонска православна църква. На 4 март 1945 година в Скопие се състои първият църковно-народен събор, на който е взето решение за възстановяването на Охридската архиепископия като Македонска православна църква. Това решение е представено на Архиерейския събор на Сръбската православна църква, който го отхвърля. Този отказ от страна на Сръбската патриаршия кара македонските владици да променят исканията си от автокефална архиепископия бъдещата МПЦ да бъде призната за отделна автокефална църква. Това искане отново бива отхвърлено от сръбските владици. Така на 4 октомври 1958 година в Охрид е свикан втори църковно-народен събор, на който е прието предложението за възстановяване на Охридската ариепископия, но вече като самостоятелна Македонска православна църква. За първи предстоятел на МПЦ е избран епископ Доситей.
Архиерейският събор на СПЦ под натиска на югославски комунистически функционери се съгласява с решенията на Македонския църковно-народен събор. Така на 19 юли 1959 година самостоятелността на македонската църква с ранг на архиепископия е потвърдена с обща литургия между сръбския патриарх Герман и епископ Доситей в скопската църква „Свети Мина“. По-късно е конституиран и Синода на МПЦ според Устава ѝ и другите административни органи в Архиепископията и епархиите.
През 1966 година отношенията между СПЦ и самостоятелната Охридска македонска архиепископия (МПЦ) отново се влошават. Така на 17 юли 1967 година в Охрид е свикан третият църковно-народен събор, на който Македонската православна църква се самопровъсгласява за автокефална в разрез с православната църковна йерархия и канони.

## Поява на ПОА
През 2002 година поредните преговори между СПЦ и нелегитимната МПЦ се провалят, но епископ Йоан Велешки не се отказва от Нишкото споразумение и образува Православната охридска архиепископия.
Македонската православна църква къса всякакви връзки с духовенството на ПОА и с поддръжката на държавата пречи на духовници от СПЦ да влизат в Северна Македония. През октомври 2004 година властите разрушават строежа на манастир край битолското село Нижеполе, който трябва да стане център на ПОА. Митрополит Йоан е осъден на 18 месеца затвор за „поругаване на Македонската православна църква и накърняване на религиозните чувства на местните граждани“ чрез разпространяванена църковни календари на СПЦ. Комисията по вероизповеданията в Северна Македония отказва да регистрира ПОА, тъй като името ѝ не се различава достатъчно от това на МПЦ. През април 2007 година Митрополит Йоан е пуснат от затвора.
В 2006 година Охридската архиепископия строи ставропигиалния манастир „Свети Йоан Златоуст“ в село Нижеполе, Битолско.

## Епархии
Православната охридска архиепископия се състои от една митрополия и шест епископии Четири епископии нямат свои архиереи и са начело с временноуправляващи.
1. Скопска – Йоан VI Охридски
2. Преспанско-Пелагонийска – Марко Брегалнишки (временноуправляващ)
3. Брегалнишка – Марко Брегалнишки
4. Дебърско-Кичевска – Йоаким Положко-Кумановски (временноуправляващ)
5. Положко-Кумановска – Йоаким Положко-Кумановски
6. Велешко-Повардарска – Йоан VI Охридски (временноуправляващ)
7. Струмишка – Давид Стобийски (временноуправляващ)

Архиепископията използва църковнославянския език.